# 명의
《명의》(名醫)는 EBS 1TV에서 방송되는 건강 전문 교양 프로그램이며 2006년 9월 7일부터 방송되고 있다.

## 방송 시간
현재 방송 시간은 EBS 1TV의 2023년 4월 7일을 기준으로 한다. 

※ 매년 8월 3째주 금요일일 경우 <EBS 국제다큐영화제 (주관방송)> 관계로 결방으로 1주일 연기로 다음 주로 방송 편성된다.
| 방송 채널 | 방송 기간                        | 방송 시간                    | 방송 분량 |
| --------- | -------------------------------- | ---------------------------- | --------- |
| EBS 1TV   | 2006년 9월 7일 ~ 2008년 2월 28일 | 매주 목요일 밤 10:50 ~ 11:40 | 50분      |
| EBS 1TV   | 2008년 3월 7일 ~ 2009년 8월 28일 | 매주 금요일 밤 9:50 ~ 10:40  | 50분      |
| EBS 1TV   | 2011년 3월 4일 ~ 2012년 8월 24일 | 매주 금요일 밤 9:50 ~ 10:40  | 50분      |
| EBS 1TV   | 2018년 9월 7일 ~ 2020년 2월 28일 | 매주 금요일 밤 9:50 ~ 10:40  | 50분      |
| EBS 1TV   | 2009년 9월 4일 ~ 2010년 2월 26일 | 매주 금요일 밤 11:10 ~ 12:05 | 55분      |
| EBS 1TV   | 2010년 3월 5일 ~ 2011년 2월 25일 | 매주 금요일 밤 10:40 ~ 11:35 | 55분      |
| EBS 1TV   | 2012년 9월 7일 ~ 2018년 8월 24일 | 매주 금요일 밤 9:50 ~ 10:45  | 55분      |
| EBS 1TV   | 2020년 3월 6일 ~ 2023년 2월 24일 | 매주 금요일 밤 9:50 ~ 10:45  | 55분      |
| EBS 1TV   | 2023년 3월 3일 ~ 현재            | 매주 금요일 밤 9:55 ~ 10:50  | 55분      |

## 개요

### 명의 기획 의도
다른 의학 프로그램들과 달리 명의는 환자의 가슴 아픈 사연을 소개하기보다 질병을 눈앞에 두고 이를 치료하기 위해 밤잠 자지 않고 고민하는 의료진의 모습에, 리얼한 병원 현장소개보다는 새로운 치료법과 수술법을 개발하기 위해 노력하는 의사들의 진지한 표정에 주목하는 다큐멘터리다.
EBS 메디컬 다큐멘터리 명의는 현직 의사를 대상으로 한 설문조사를 바탕으로 선정된 각 분야 최고의 베스트 닥터를 대상으로 환자와 질병을 대하는 그의 치열한 노력과 더불어 질병에 대한 정보, 그리고 오로지 명의만이 들려줄 수 있는 해당 질환에 대한 통찰력을 미디어를 통해 좀 더 많은 사람들에게 들려주어 건강한 개인 나아가 건강한 사회를 만드는데 일조하고자 기획된 프로그램이다. 전문의들에 초점을 두는 대신 특정 질환이나 병, 또는 "한국인이 잘 걸리는 암"과 같은 주제를 다룰 때도 있다.

### 명의의 건강비결
2013년 8월 27일부터 명의의 건강비결이라는 프로그램이 연계되어 진행되다가 그 이후로 명의 3.0이라는 이름으로 불리고 있다.

## 스태프
2023년 3월 3일부터
- 제작지원: 방송통신위원회, 방송통신발전기금
- 기획: 김동준
- 프로듀서: 정윤환
- 글/구성: 고희갑 조미진 김미수 백인아 김양희 안선효
- 보조작가: 박청한 이유진 최진아 윤도연 이새봄 도지선
- 내레이션: 정남
- 촬영감독: 강승우, 한병규, 김상민, 최흥식 등
- 촬영보조: 정재민, 김세희, 백승찬, 정현수 등
- 지미집: 제이피미디어
- 음악감독: 최형원 윤아성
- 효과/더빙: 노이스튜디오
- 기술감독: 서진수
- 색보정: 고주진
- 특수편집: 박성호
- 3D그래픽: 이미지팩트
- 2D그래픽: 정은영
- 문자그래픽: 이양섭
- 캘리그라피: 이정욱
- 비주얼아트: 노은주, 안경석
- 인제스트: 이창휘
- 타이틀휘호: 장사익
- 조연출: 신지원 김임선 안예주 원동욱 정수아 김경태
- 연출: 장금희 고명준 서상원 전영표 박준신 박하늬
- 기획·제작: EBS

## 같이 보기
관련 항목
- 건강

방송 프로그램
- 생로병사의 비밀, 생명최전선 (KBS 1TV)
- 비타민 (KBS 2TV)
- 닥터스 (MBC TV)
- 닥터의 승부 (JTBC)
- 엄지의 제왕 (MBN)
- 라디오 닥터스 (MBC 표준FM)